# 人見竹洞
人見 竹洞（ひとみ ちくどう、1638年1月22日（寛永14年12月8日） - 1696年2月16日（元禄9年1月14日））は江戸時代の儒学者・漢詩人。幼名は竹、通称は又七郎・友元、名は節・宜卿、字は時中、号に竹洞・鶴山・括峰・菊蘆・余慶など。本姓の小野を中国風に一字に修し、名と合わせて野節・野宜卿と称す。

## 来歴
幕府医官人見玄徳の二男として京都に出生。6歳で江戸に下り、林羅山・林鵞峰の下で学ぶ。1658年（万治元年）京都で半年ほど医学を学び、石川丈山に作詩を学ぶ。1661年（寛文元年）25歳で幕府儒官となり、『本朝通鑑』『武徳太成記』の編纂に関わったほか、1682年（天和2年）の朝鮮通信使の応接などを勤めた。弟は『本朝食鑑』著者の人見必大、甥は俳諧師の人見香山（俳号は午寂）。門人に梁田蛻巌がいる。
1928年（昭和3年）、正五位を追贈された。

## 人物
詩文や隷書といった文事を好み、朱舜水や東犀心越から最新の中国文化を学び、山口素堂を通じて俳諧にも関心を寄せた。
朱舜水と交わした書簡が残っており、林鵞峰をはじめとした林門と舜水との間に生じた確執を調停したことが知られる。また、竹洞は東犀心越との交渉窓口としての役割を務め、牛島の別荘「水竹深処」は心越との交流拠点となった。